# Inger Nilsson
Karin Inger Monica Nilsson (Kisa, Östergötland, 4 de maig de 1959) és una actriu sueca. Va ser molt coneguda pel seu paper protagonista en la sèrie de televisió Pippi Långstrump.

## Carrera

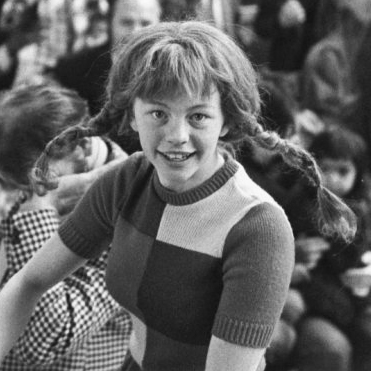
Inger Nilsson com a Pippi Långstrump a Amsterdam (1972).

La seva carrera va començar molt aviat, quan tenia deu anys, en interpretar el paper de Pippi Långstrump que li aconseguiria fama mundial i estancaria en bona part la seva carrera, limitant-se després de Pippi a tres papers més fins ara (excloent papers teatrals). Malgrat haver limitat tant la seva carrera, diu no lamentar haver interpretat aquest personatge infantil.
Va ser la intèrpret de la cançó de la sèrie televisiva i les pel·lícules en el seu idioma matern i també en finès, idioma que no parla. El 1978 va gravar un disc que no va tenir gaire èxit de vendes.
Des d'aleshores ha treballat amb diversos grups de teatre lliure, com ara Kronobergsteatern de Växjö, Friluftsteatern de Södertälje, Lisebergsteatern de Göteborg i Konstparadiset de Falun. L'any 2000 el director suís Xavier Koller la va convèncer de prendre un paper en el seu film Gripsholm, basat en una novel·la de Kurt Tucholsky. Des de 2006 interpreta el paper de la metgessa forense Ewa en la versió televisiva alemanya de les històries policials de l'autora sueca Mari Jungstedt.
Durant la resta del seu temps, viu a Màlaga.
| «                | Dec ser l'única persona a Suècia que no ha llegit Pippi Calcesllargues. | » |
| — Inger Nilsson. |                                                                         |   |

## Filmografia
- 1969 - Pippi Långstrump (sèrie de televisió)
- 1969 - Pippi Långstrump
- 1969 - Här kommer Pippi Långstrump
- 1970 - Pippi Långstrump på de sju haven
- 1970 - På rymmen med Pippi Långstrump
- 1989 - Kajsa Kavat
- 2000 - Gripsholm
- 2007 - Der Kommissar und das Meer
- 2015 - Efterskalv

## Premis
El 1974 Inger va rebre el Premi TP d'Or al Personatge més popular pel seu paper de Pipi Calcesllargues en la sèrie de televisió.